# كارولين بول
كارولين بول (بالإنجليزية: Carolynne Poole)‏ من مواليد 5 أغسطس 1980 في ليدز، إنجلترا. هي مغنية وكاتبة أغاني وممثلة وعارضة أزياء. وهي العضو مؤسس في فرقة "كارولين جود باند"، ومقرها ليدز ولندن. اشتهرت بكونها احتلت المركز الثالث في الموسم الثاني من مسابقة غناء التابعة لبي بي سي "Fame Academy" في عام 2003. في عام 2011، أصبحت متنافسة على مسابقة ذا إكس فاكتور وانتقلت إلى النهائيات المنافسة. عادت إلى المسابقة في الموسم التالي في عام 2012 ووصلت إلى 'العروض الحية"، ولكن تم إقصاؤها بعد العرض المباشر الأول.

## روابط خارجية
- كارولين بول على موقع IMDb (الإنجليزية)
- كارولين بول على موقع ميوزك برينز (الإنجليزية)